# Бејсин Сити (Вашингтон)
Бејсин Сити (енгл. Basin City) насељено је место без административног статуса у америчкој савезној држави Вашингтон.

## Демографија
По попису из 2010. године број становника је 1.092, што је 124 (12,8%) становника више него 2000. године.
| Група             | 2000.       | 2010.       |
| Белци             | 218 (22,5%) | 190 (17,4%) |
| Афроамериканци    | 0 (0,0%)    | 0 (0,0%)    |
| Азијати           | 3 (0,3%)    | 4 (0,4%)    |
| Хиспаноамериканци | 737 (76,1%) | 892 (81,7%) |
| Укупно            | 968         | 1.092       |